# Dauren Kuruglijew
Dauren Chalidowicz Kuruglijew (ros. Даурен Халидович Куруглиев; ur. 12 lipca 1992 w Machaczkale) – rosyjski, a od 2023 roku grecki zapaśnik, lezgińskiego pochodzenia, startujący w stylu wolnym. Brązowy medalista olimpijski z Paryża. Zajął piąte miejsce na mistrzostwach świata w 2018 roku. 
Mistrz Europy w 2017, 2023, 2024 i 2025. Triumfator igrzysk europejskich w 2019. Wygrał indywidualny Puchar Świata w 2020. Pierwszy w Pucharze Świata w 2019 i czwarty w 2015. Mistrz Rosji w 2018 i 2020; drugi w 2021; piąty w 2014 roku.